# Griet Smaers
Griet M.K. Smaers, née le 10 juin 1977 à Geel est une femme politique belge flamande, membre du CD&V.

## Fonctions politiques
- députée au Parlement flamand :
  - du 7 juin 2009 au 25 mai 2014
- députée fédérale :
  - du 19 juin 2014 au 25 avril 2019